# Норт Вебстер (Индијана)
Норт Вебстер (енгл. North Webster) град је у америчкој савезној држави Индијана.

## Демографија
По попису из 2010. године број становника је 1.146, што је 79 (7,4%) становника више него 2000. године.
| Група             | 2000.         | 2010.         |
| Белци             | 1.036 (97,1%) | 1.089 (95,0%) |
| Афроамериканци    | 3 (0,3%)      | 7 (0,6%)      |
| Азијати           | 1 (0,1%)      | 3 (0,3%)      |
| Хиспаноамериканци | 18 (1,7%)     | 29 (2,5%)     |
| Укупно            | 1.067         | 1.146         |